# Zománcozott rézhuzal

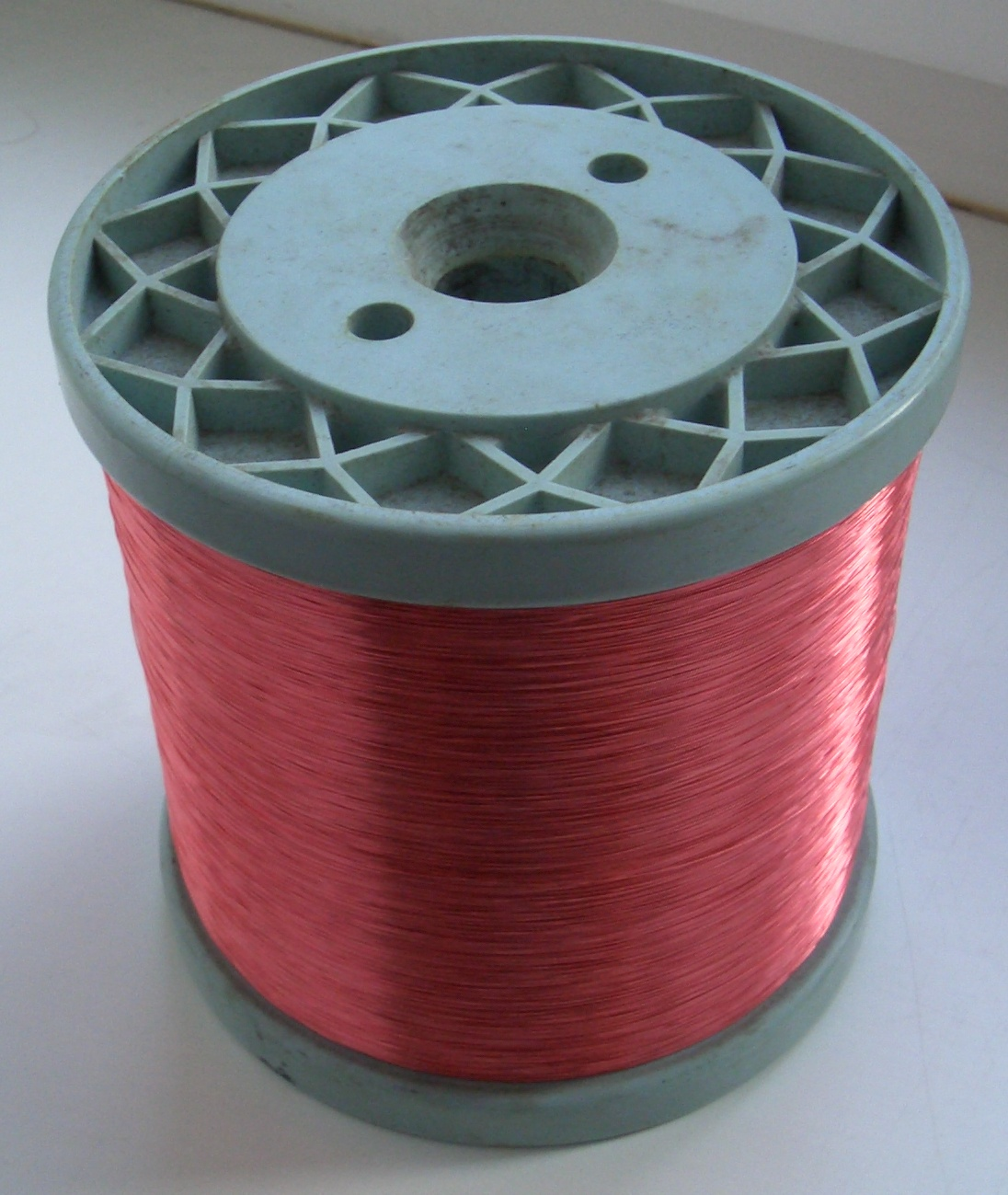
Zománcozott rézhuzal kábeldobra csévélve

A zománcozott rézhuzal olyan réz-cink (Cu-Zn) ötvözetből készült huzal, amely vékony rétegben be van vonva szigetelőanyaggal. Napjainkban is az elektrotechnika egyik legalapvetőbb alapanyaga.
Mivel leginkább tekercsek készítéséhez használják, tekercselőhuzal néven is említi a szakirodalom.

## Jellemzői[1]
A zománcozási eljárás során a huzalt egy vagy több, meghatározott vastagságú egyenletes festékréteggel vonják be. Különböző vezetékeknél különböző eljárásokat alkalmaznak a festékfólia-réteg kialakításához.
A zománcozott huzal gyártási folyamatában a zománcozott huzal minőségének és teljesítményének biztosítása érdekében kísérleteket kell végezni. A kísérletek típusai közé tartoznak a típuskísérletek, a mintavételi kísérletek és a rutinkísérletek. A típusteszt az a teszt, amelyet a gyártó végez, mielőtt egy bizonyos tekercshuzalt megadna a termékszabványban.
A zománcozott huzal típusvizsgálati elemei közé tartozik a méret, a nyúlás, a visszafutási szög, a rugalmasság, a tapadás, az oldószerállóság, a transzformátorolaj-ellenállás, az ellenállás, az áttörési feszültség, a hősokk, a dielektromos veszteség együtthatója és a hőmérsékleti index.
Annak érdekében, hogy alkalmazkodjanak a különböző országok eltérő nemzeti körülményeihez, a zománcozott huzalok különböző szabványokat fogalmaztak meg a különböző országokban. A Nemzetközi Elektrotechnikai Bizottság az IEC 60317 szabványra hivatkozik.

## Felhasználása
A zománcozott rézhuzal legfontosabb felhasználási területe a tekercskészítés. A zománcozás biztosítja, hogy a feltekercselt rézhuzal menetei között megfelelő villamos szigetelés legyen.
Zománcozott rézhuzalt használnak többek között
- transzformátorok tekercseihez
- hangszórók, mikrofonok lengőtekercseihez
- villanymotorok tekercseihez
- elektromágnesekhez
- katódsugárcsöves kijelzők, CRT monitorok eltérítőtekercseihez.

## A zománcréteg tulajdonságai[2]
A rézhuzalra felvitt zománcréteg vékony, vastagsága 0,02 -  0,05 mm körüli. Jó szigetelő tulajdonságok mellett még rendelkeznie kell megfelelő kopásállósággal és hőállósággal.
A zománcozott rézhuzalok szigetelési ellenállását úgy mérik, hogy két, 1 km hosszú huzaldarabot szorosan összesodornak, és a két vezeték közötti ellenállást megmérik.
| Tulajdonság                                        | Alkidmelamin | Poliamid | Tetraftálsavas poliészter | Poliészteramid | Poliuretán |
| -------------------------------------------------- | ------------ | -------- | ------------------------- | -------------- | ---------- |
| Alap jele                                          | I.           | II.      | IV.                       | V.             | VI.        |
| Hőállóság (°C)                                     | 120          | 130      | 155                       | 180            | 130        |
| Kopásállóság (0.6 mm koptató oda-vissza mozgatása) | 15           | 30       | 30                        | 30             | 30         |
| Szigetelési ellenállás (MΩ/km)                     | 20           | 50       | 50                        | 50             | 50         |
| Veszteségi tényező (800 Hz, 104 tgδ)               | 600          | 400      | 400                       | 400            | 400        |

## Zománcozott rézhuzalok tulajdonságai[2]
| Névleges átmérő (mm) | Keresztmetszet (mm2) | 1m huzal ellenállása (Ω) | 1m huzal ellenállása (Ω) | Terhelhetőség A | Vastagság zománcozva | 1 cm szélességen elférő menet | 1 km huzal tőmege | 1 km huzal ellenállása (Ω) | 1 kg huzal hossza (m) | 1 Ω huzal hossza 20 °C -on (m) | Maximális húzóerő (N) |
| Névleges átmérő (mm) | Keresztmetszet (mm2) | 20 °C                    | 90 °C                    | Terhelhetőség A | Vastagság zománcozva | 1 cm szélességen elférő menet | 1 km huzal tőmege | 1 km huzal ellenállása (Ω) | 1 kg huzal hossza (m) | 1 Ω huzal hossza 20 °C -on (m) | Maximális húzóerő (N) |
| -------------------- | -------------------- | ------------------------ | ------------------------ | --------------- | -------------------- | ----------------------------- | ----------------- | -------------------------- | --------------------- | ------------------------------ | --------------------- |
| 0,08                 | 0,005                | 3,49                     | 4,47                     | 0,013           | 0,013                | 93                            | 0,045             | 3482                       | 22320                 | 0,287                          | 0,54                  |
| 0,1                  | 0,0079               | 2,23                     | 2,86                     | 0,02            | 0,115                | 78                            | 0,07              | 2228                       | 14286                 | 0,449                          | 0,93                  |
| 0,12                 | 0,0113               | 1,551                    | 1,985                    | 0,029           | 0,14                 | 64                            | 0,1               | 1547                       | 9921                  | 0,646                          | 1,08                  |
| 0,15                 | 0,0177               | 0,993                    | 1,27                     | 0,044           | 0,17                 | 53                            | 0,158             | 990                        | 6349                  | 1,01                           | 1,61                  |
| 0,18                 | 0,0255               | 0,689                    | 0,883                    | 0,064           | 0,2                  | 45                            | 0,227             | 688                        | 4409                  | 1,454                          | 2,25                  |
| 0,2                  | 0,0318               | 0,558                    | 0,715                    | 0,079           | 0,22                 | 41                            | 0,28              | 557                        | 3571                  | 1,795                          | 2,72                  |
| 0,25                 | 0,049                | 0,357                    | 0,457                    | 0,122           | 0,24                 | 33                            | 0,438             | 356,5                      | 2286                  | 2,805                          | 4,1                   |
| 0,3                  | 0,071                | 0,248                    | 0,318                    | 0,177           | 0,325                | 28                            | 0,63              | 247,6                      | 1587                  | 4,039                          | 5,65                  |
| 0,35                 | 0,096                | 0,1824                   | 0,234                    | 0,240           | 0,375                | 24                            | 0,858             | 181,9                      | 1166                  | 5,188                          | 7,46                  |
| 0,4                  | 0,126                | 0,1396                   | 0,1787                   | 0,315           | 0,428                | 21                            | 1,12              | 139,3                      | 893                   | 7,181                          | 9,46                  |
| 0,45                 | 0,159                | 0,1103                   | 0,1412                   | 0,4             | 0,47                 | 19                            | 1,418             | 110                        | 706                   | 9,088                          | 11,6                  |
| 0,5                  | 0,196                | 0,0894                   | 0,1145                   | 0,49            | 0,528                | 17                            | 1,75              | 89,13                      | 571                   | 11,22                          | 13,95                 |
| 0,55                 | 0,2376               | 0,0734                   | 0,0945                   | 0,6             | 0,575                | 15                            | 2,118             | 73,66                      | 472                   | 13,57                          | 16,5                  |
| 0,6                  | 0,2827               | 0,0621                   | 0,0795                   | 0,71            | 0,625                | 14                            | 2,52              | 61,89                      | 397                   | 16,18                          | 19,25                 |
| 0,65                 | 0,3318               | 0,0529                   | 0,0678                   | 0,844           | 0,68                 | 13                            | 2,957             | 52,74                      | 338                   | 18,96                          | 22,2                  |
| 0,7                  | 0,3849               | 0,0456                   | 0,0584                   | 0,965           | 0,735                | 12                            | 3,43              | 45,47                      | 292                   | 21,99                          | 25,2                  |
| 0,8                  | 0,5027               | 0,0349                   | 0,0477                   | 1,26            | 0,850                | 11                            | 4,48              | 34,82                      | 223                   | 28,72                          | 31,7                  |
| 0,9                  | 0,6362               | 0,0276                   | 0,0354                   | 1,59            | 0,955                | 9                             | 5,67              | 27,51                      | 176                   | 36,35                          | 38,8                  |
| 1                    | 0,7854               | 0,0223                   | 0,0286                   | 1,96            | 1,055                | 8                             | 7                 | 22,28                      | 143                   | 44,88                          | 46,3                  |
| 1,2                  | 1,131                | 0,0155                   | 0,0199                   | 2,75            | 1,06                 | 7                             | 10,1              | 15,5                       | 99                    | 64,6                           | 63,4                  |
| 1,5                  | 1,767                | 0,0099                   | 0,0127                   | 4,5             | 1,065                | 6,5                           | 15,75             | 9,9                        | 63                    | 101                            | 92                    |
| 2                    | 3,142                | 0,0056                   | 0,0072                   | 7,75            | 2,07                 | 4                             | 22,8              | 5,57                       | 36                    | 180                            | 147,5                 |